# انتشارات دانشگاه ایالتی نیویورک

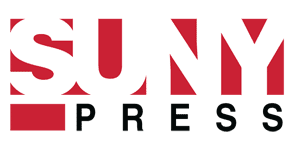
لوگوی انتشارات دانشگاه ایالتی نیویورک

انتشارات دانشگاه ایالتی نیویورک (به انگلیسی: State University of New York Press) از انتشارات آکادمیک شناخته شده در آمریکا است.
این ملووسسه متعلق به دانشگاه ایالتی نیویورک بوده و در سال ۱۹۶۶ تأسیس گردید.
از کتب منتشره این موسسه می‌توان شیعه در اسلام نوشته علامه طباطبایی و بسیاری از آثار ویلیام چیتیک را نام برد.